# 스페인 국가문화재
스페인 국가문화재(스페인어: Monumentos nacionales)는 스페인의 문화재 등록 체계이다. 1985년부터 제정되었으며 국가문화재라는 명칭을 사용하게 된 것도 그 해부터였지만, 그 역사는 19세기로 거슬러 올라간다. 원래는 알람브라 궁전처럼 보호가 필요한 국가유산을 차등 없이 등재하는 분류체계였다. 그중에서도 가장 중요한 문화재들은 현재 중요문화유산(Bien de Interés Cultural)으로 별도 지정하고 있다.

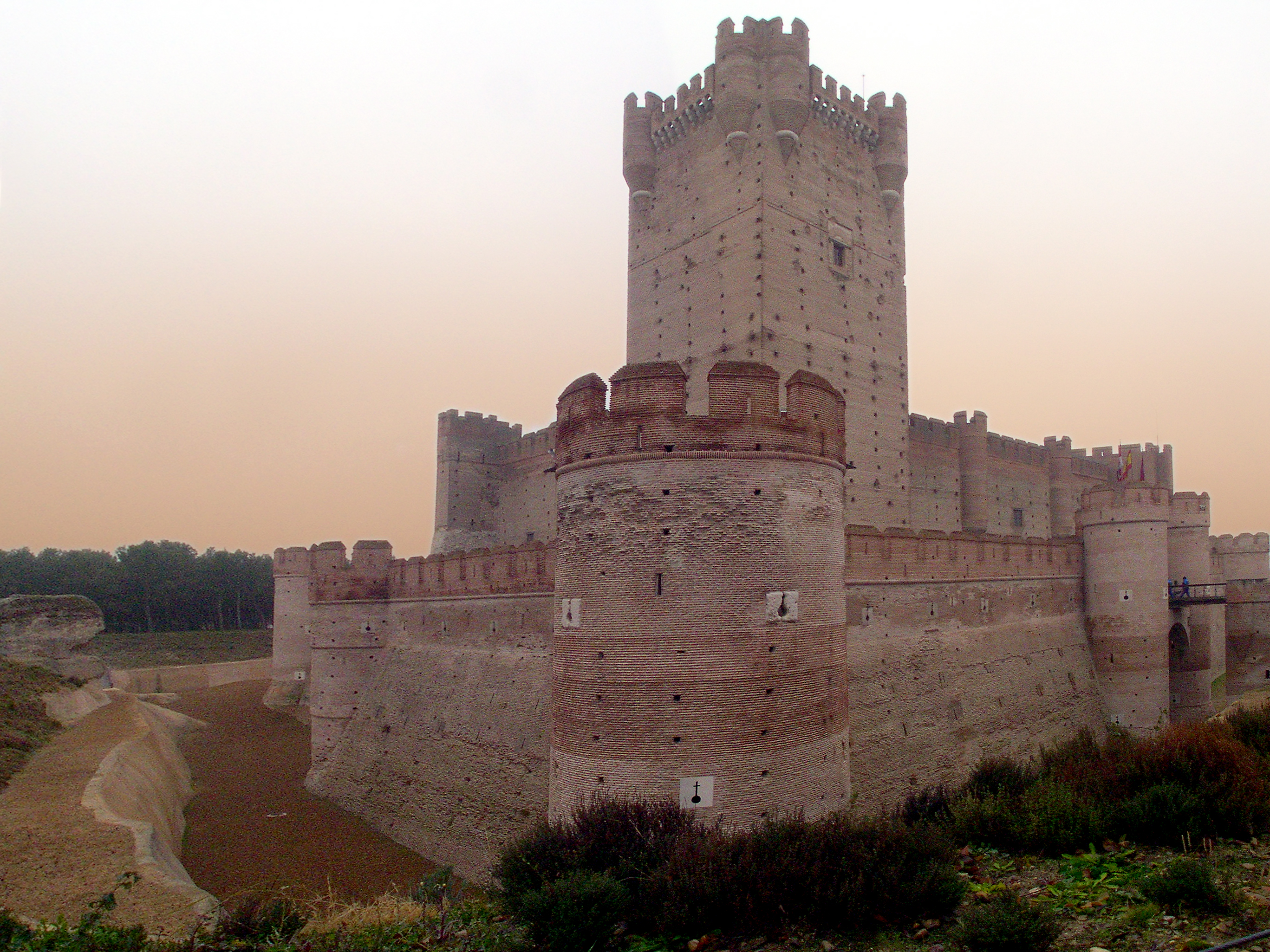
모타 성의 광경

스페인 문화부가 지정한 중요문화유산에는 현재 약 13,000개 이상의 문화재가 등재되어 있다. 국가문화재와 더불어 중요문화유산 체계는 다음과 같은 고정 유산의 소분류로 나뉜다.
- 역사군 (Conjunto histórico) - 한개 이상의 문화재가 들어가 있는 보존구역.
- 역사정원 (Jardín histórico) - 예: 아랑후에스 정원
- 역사지대 (Sitio histórico) - 문화적 경관 포함. 예: 귀산도의 황소
- 고고학지구 (Zona arqueológica) - 예: 아타푸에르카 고고유적지

일부 국가문화재의 경우 두 개 이상의 소분류로 등재되기도 한다. 예를 들어 알람브라나 헤네랄리페의 경우 문화재, 정원, 역사군에 전부 해당된다.

## 예시
- 누만티아 (1882년 지정, 1999년 고고학지구로 재지정)
- 모타 성 (1904년)
- 쿠에야르 성 (1931년)
- 산세바스티안 교회 (1969년)
- 산카예타노 교회 (1980년)

## 같이 보기
- 중요문화유산